# Snow (Micus)
Snow is een werk en muziekalbum van de van oorsprong Duitse multi-instrumentalist Stephan Micus.
De hoes van het album is een schilderij van Eduard Micus (1925-2000); het is onbekend of dat familie is. Het album en de muziek worden voorafgegaan door een citaat uit het werk van Rose Tremain:
- What is the sky made of I do not know
- sometimes it is made of dancing snow.

## Delen
Hieronder de delen met vermelding van het gebruikte instrumentarium:
1. Snow (4:47): twee Doussn'Gouni, duduk, maung, gongs en Tibetaanse bellen;
2. Midnight Sea (5:46): Beierse citer, duduk
3. Sara; (7:05): sinding, gitaar met stalen snaren, drie dulcimers, 22 stemmen
4. Nordic Light (4:52): charango
5. Almond Eyes (7:00): elf stemmen, gitaar met stalen snaren, maung
6. Madre (3:56): duduk, doussn’gouni, maung en gongs
7. For Ceren and Halil (10 :58): charango solo, acht charangos, duduk, nay, sinding, acht dulcimers;
8. Brother Eagle (7:41): basduduk, twee sindings, vijftien stemmen